# Troglohyphantes hadzii
Troglohyphantes hadzii este o specie de păianjeni din genul Troglohyphantes, familia Linyphiidae, descrisă de Kratochvíl, 1934. Conform Catalogue of Life specia Troglohyphantes hadzii nu are subspecii cunoscute.